# Гаккель, Яков Яковлевич
Я́ков Я́ковлевич Га́ккель (1901—1965) — известный советский океанограф, руководитель отдела географии Научно-исследовательского института Арктики и Антарктики. 

## Биография
Принимал участие в многочисленных экспедициях, в том числе на ледоколах «Сибиряков» (1932) и «Челюскин» (1934). Создал первую батиметрическую карту Арктического бассейна.
Умер в 1965 году после осложнений, вызванных раком лёгких.

## Семья
Сын инженера Якова Гаккеля, отец музыканта Всеволода Гаккеля.

## Награды
- Премия имени С. И. Дежнёва (1960)

## Память
Подводный хребет Гаккеля
В 1966 году один из подводных хребтов в Северном Ледовитом океане, положение которого обосновал Я. Я. Гаккель, назван Географическим обществом СССР по имени первооткрывателя.
Именем Якова Гаккеля назван горный массив в Антарктиде, высочайшая вершина Земли Королевы Мод (массив Якова Гаккеля, 71°50′ ю.ш., 6°45′ в.д., нанесён на карту в 1961 году, название присвоено в 1966 году).
Также в честь Я. Я. Гаккеля назван ручей Яковлевский (море Лаптевых, остров Малый Таймыр).
Гаккелевская улица в Санкт-Петербурге.
СПГ-танкер ледового класса Arc7 «Яков Гаккель».

## Примечание
1. ↑  Всеволод Гаккель. Аквариум как способ ухода за теннисным кортом. — М.: Амфора, 2007. — 416 с. — (История Аквариума). — ISBN 978-5-367-00331-4. Архивировано 14 декабря 2007 года.
2. ↑  Морская карта рассказывает. — М., 1973. — С. 66
3. ↑  Масленников Б. Г. Морская карта рассказывает / Под ред. Н. И. Смирнова. — 2-е изд., перераб. и доп. — М.: Воениздат, 1986. — 386 с., ил. С. 67
4. ↑  Масленников Б. Г. Морская карта рассказывает / Под ред. Н. И. Смирнова. — 2-е изд., перераб. и доп. — М.: Воениздат, 1986. — С. 243 — 35 000 экз.
5. ↑  Масленников Б. Г. Морская карта рассказывает / Под ред. Н. И. Смирнова. — 2-е изд., перераб. и доп. — М.: Воениздат, 1986. — С. 244 — 35 000 экз.